# الأخوة شحادة
فريد ورامي شحادة الذين يعرفون مهنيًا بأخوة شحادة، هم موسيقيان ومغنيان فلسطينيان لبنانيّان. من أهالي البلدة القديمة في القدس، فريد من (مواليد 1975) ورامي من (مواليد 1976) بدأ الأخوة شحادة في دراسة الموسيقى في سن مبكرة وأصبحوا يتقنون الأشكال الفنية الموسيقية والشاعرية الشرقية للزجل والغزل والهيجاء والتقسيم، كانت انطلاقتهم الفنية المهنية كإخوان شحادة بوساطة الفنان والمنتج متعدد الأوجه ميشال ألفتريادس. كان رامي هو المغني في الفرقة، يبرهن الأخوان على البراعة في العزف على جميع الآلات الموسيقية العربية المعروفة، بدءاً من الآلات الحنية مثل العود، بزق، القانون، كمنجة والناي، إلى الآلات الإيقاعية مثل الطبلة، الكاتم والرق.

## مهنة

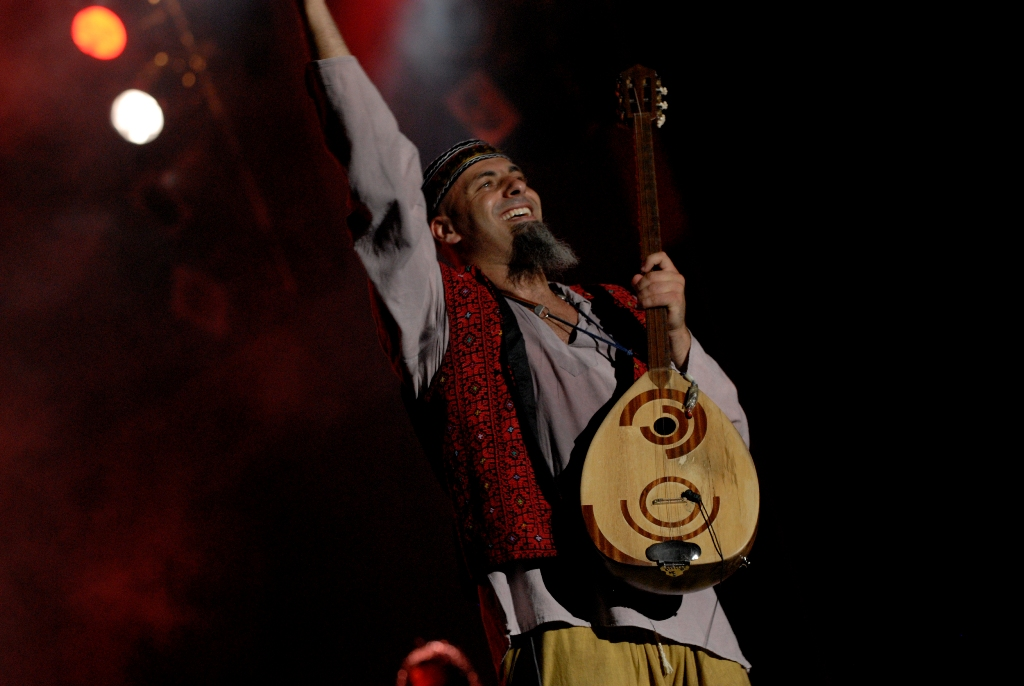
فريد شحادة

حتى أواخر التسعينيات، كان فريد ورامي شحادة قد عزفا في العديد من الحفلات الموسيقية في عدد من الدول العربية وفي بعض المهرجانات الدولية التي تمثل موسيقى الشرق الأوسط في جميع أنحاء العالم. ومع ذلك كان الشقيقان يحلمان بحياة مهنية تتجاوز المشهد الوطني والثوري أو دائرة المهرجانات الثقافية حيث كانا يؤديان فقط أغنيات فلسطينية فلكلورية. لقد أرادوا جعل بصماتهم على «الموسيقى الشعبية» بأوسع معانيها، مع مراعاة جميع الآثار التي قد تترتب على ذلك. لذلك توجهوا إلى بيروت-لبنان، حيث انضموا إلى أوركسترا الجذور الشرقية المنشأة حديثًا، وهي فرقة «بيغ باند» الشرقية من أزياء ميشال ألفتريادس بهدف تجميع الموسيقيين الأكثر شهرة من العالم العربي. لقد أثرى هذا التعاون مؤلفاته بتأثيرات عرقية مختلفة، مما جعل أسلوبه الموسيقي يتطور نحو اندماج الموسيقى العالمية، مع الحفاظ على جذور الشرق الأوسط بشكل واضح؛ أسلوب تمت ترقيته على أنه ينتمي إلى موسيقى «النويرستاني».

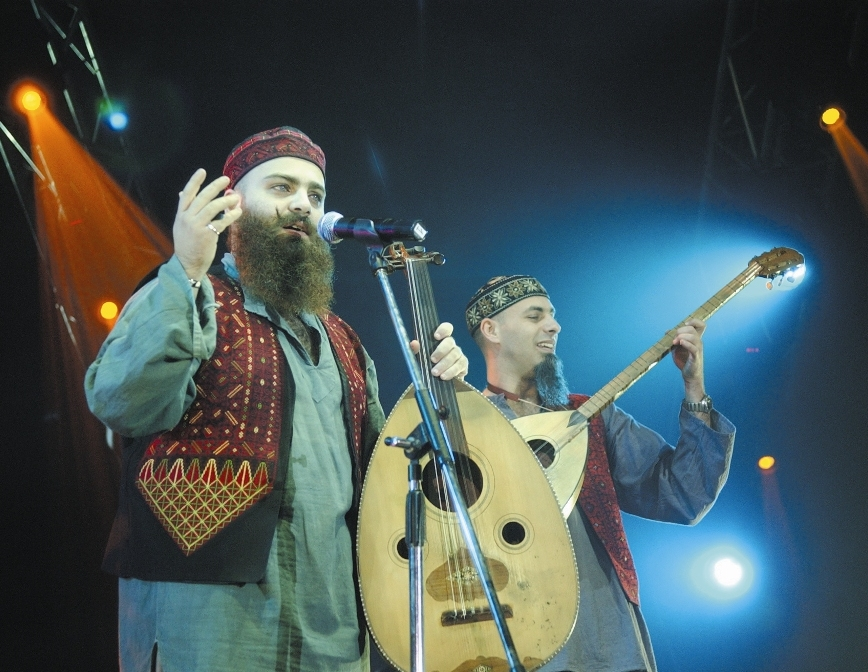
الأخوة شحادة على المسرح، فريد (اليمين) ورامي (اليسار).

### الألبوم
نتج عن تعاونهم مع ميشال ألفتريادس أول ألبوم لشحادة.الألبوم من تأليف الأخوين وترتيب إلفتيريدس، وهو يلتقط مزاج الطرب المشهور بالوقت. لقد ساعدتهم الشاعرة إيليا عازار التي ساهمت في الألبوم بمجموعة من الكلمات الشعرية التي لا يمكن أن تتحول إليها سوى موهبة الإخوة، إلى جانب إتقان Elefteriades لفن موسيقى العالم، إلى مثل هذه الموسيقى الدقيقة والمعروفة في المفهوم الشرقي بأنها «لا يمكن الوصول إليها البساطة». صدر هذا الألبوم الأول بعنوان «جسر فوق البحر المتوسط» من قبل وارنر ميوزك غروب في عام 2004.

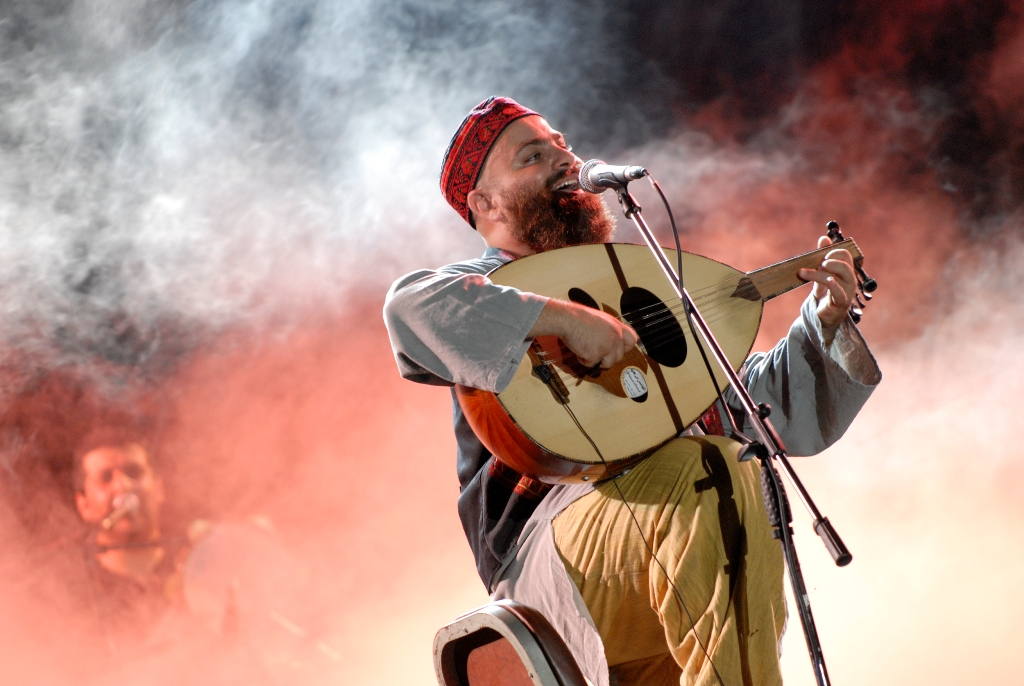
رامي شحادة

### ترشيحات الجائزة
تم ترشيح الإخوة شحادة لجائزتي بي بي سي للموسيقى العالمية في عام 2005:
- بي بي سي راديو 3 جوائز الموسيقى العالمية
- جوائز BBC Radio 3 Audience (التصفيات النهائية)

### الوقت الحاضر
في عام 2005، بدأ الإخوة شحادة بجولة في جميع أنحاء أوروبا والشرق الأوسط، أداء في المملكة المتحدة وإسبانيا وتركيا وقبرص والبحرين ولبنان والأردن وسوريا ومصر والجزائر وتونس والمغرب والإمارات العربية المتحدة.

## روابط خارجية
- الأخوة شحادة على موقع ميوزك برينز (الإنجليزية)
- الأخوة شحادة على موقع أول ميوزيك (الإنجليزية)
- الأخوة شحادة على موقع ديسكوغز (الإنجليزية)